# Sèvres egyptiska servis

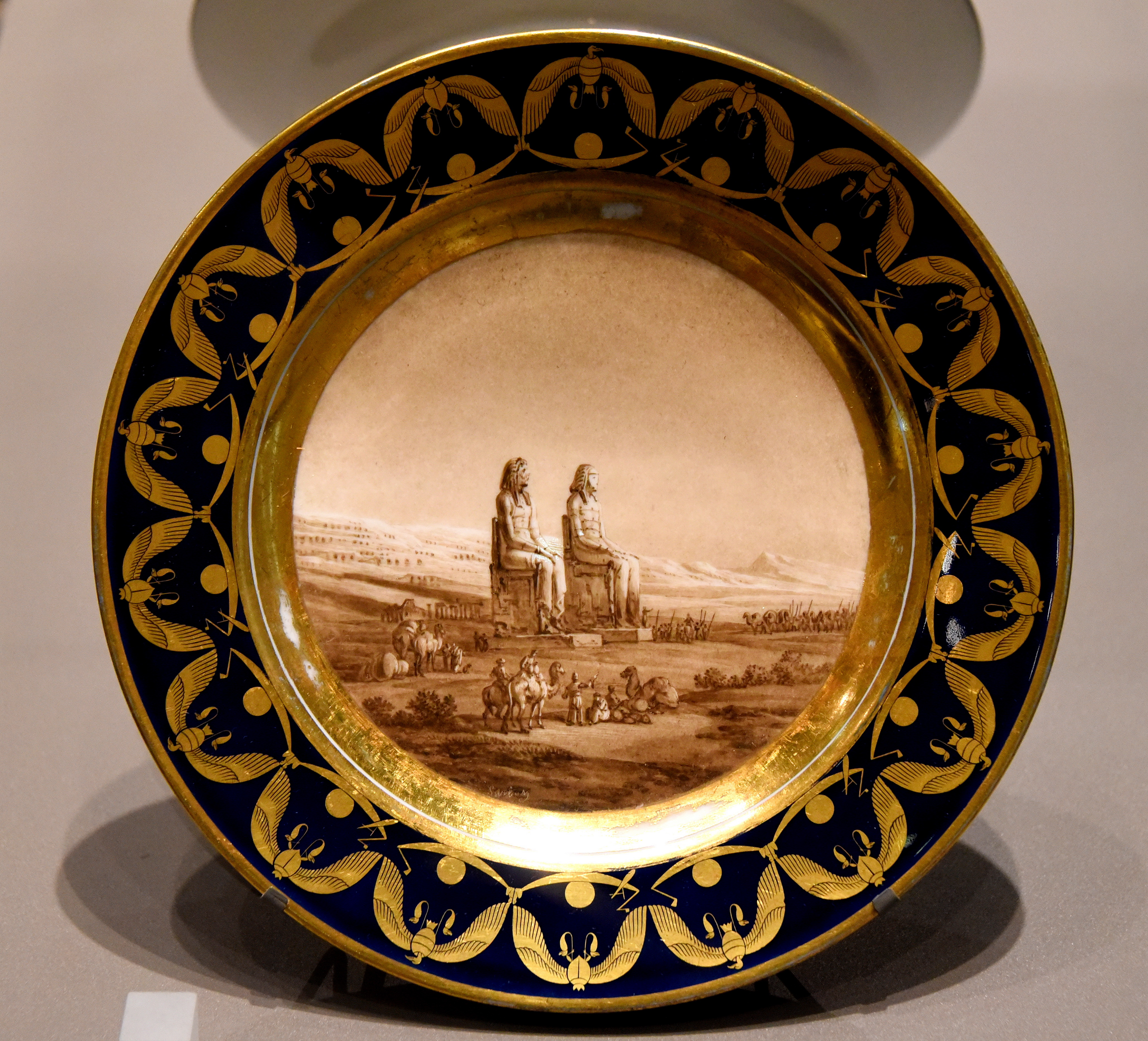
En tallrik från det andra uppsättningar av Sèvres egyptiska servis, som föreställer Kom el-Hetan.

Sèvres egyptiska servis avser två uppsättningar med bordsserviser som tillverkades av Manufacture nationale de Sèvres under första franska kejsardömet. Den första uppsättningen producerades mellan år 1804 och 1806 för Napoleon I och gavs som en diplomatisk gåva till Alexander I av Ryssland år 1808 till följd av freden i Tilsit. Servisen finns nu på statens keramikmuseum i Ryssland.
Den andra uppsättningen tillverkades mellan år 1810 och 1812 och var avsedd som gåva från Napoleon till Joséphine de Beauharnais. Servisen bestod av 72 tallrikar med motiv som visade scener från Egypten som baserades på ritningar som gjordes av Dominique Vivant Denon. Joséphine vägrade att ta emot servisen som hon ansåg var för dyster. Den återtogs till fabriken och blev en gåva från Ludvig XVIII av Frankrike till Arthur Wellesley, hertig av Wellington år 1819 till följd av den bourbonska restaurationen. Servisen köptes senare av Victoria and Albert Museum år 1979 och alla utom en tallrik lånades ut till English Heritage för visning vid Apsley House i London som var bostad åt den förste hertigen.